# Silber – Die Trilogie der Träume
Silber – Die Trilogie der Träume ist ein dreiteiliger Fantasy-Roman der deutschen Schriftstellerin Kerstin Gier. Die Bücher gehören in die Kategorie der Jugendbücher. Erschienen sind die Bücher in den Jahren 2013, 2014 und 2015 im Fischer Verlag. Die Trilogie besteht aus den Büchern Silber – Das erste Buch der Träume, Silber – Das zweite Buch der Träume und dem finalen Teil Silber – Das dritte Buch der Träume. Außerdem gibt es ein Zusatzkapitel mit dem Titel Silber – Die Hochzeit.
Buch 2 und Buch 3 erreichten 2014 bzw. 2015 jeweils Platz 1 der Spiegel-Bestsellerliste. Die Trilogie bzw. einzelne Bände davon sind in zahlreiche Sprachen übersetzt worden.

## Handlung

### Silber – Das erste Buch der Träume
Erschienen: 20. Juni 2013
Die fast sechzehnjährige Olivia Silber und ihre kleine Schwester Mia kommen voller Vorfreude auf ihr neues Leben am Flughafen London Heathrow an, nachdem sie die Sommerferien bei ihrem Vater in Zürich verbracht hatten. Nun wollen sie in einem alten Cottage in Oxford endlich ein richtiges Zuhause finden. In den vergangenen acht Jahren ist dies ihr sechster Umzug. Zuvor haben sie aufgrund der ständig wechselnden Arbeitsplätze ihrer Mutter Ann bereits in sechs verschiedenen Ländern auf insgesamt vier Kontinenten gelebt. Dr. Ann Mathews ist 46 Jahre alt und erfolgreiche Literaturprofessorin, die einen langersehnten Lehrauftrag an der Universität in Oxford bekommen hat. Auch der Vater der beiden Mädchen hält nichts von langfristigen Wohnsitzen. Er ist ein deutscher Ingenieur und forscht hauptsächlich an Hybridfahrzeugen. Die beiden Elternteile leben seit Jahren getrennt, so dass Liv und Mia ihren Vater nur in den Sommerferien sehen. Damit seine Töchter auch während seiner Abwesenheit weiter Deutsch sprechen lernen, gehört das bayrische Kindermädchen Lottie Wastlhuber bereits seit zwölf Jahren fest zur Familie.
Gerade erst in der neuen Heimat gelandet, werden Liv und Mias Hoffnungen enttäuscht. Neben ihrer Mutter am Ausgang des Flughafengebäudes steht „Mr. Planänderung“ alias Ernest Spencer, der neue Freund ihrer Mutter. Statt in das Cottage fahren sie in eine von Ernest organisierte Übergangswohnung in London. Am nächsten Tag beginnt der erste Schultag der Silberschwestern an ihrer neuen Schule, der Frognal Academy. Mia und Liv sind es gewohnt, die Neuen zu sein. Diesmal verläuft der erste Tag vergleichsweise gut für beide. Im Gegensatz zu der Familienzusammenführung mit Ernests Kindern beim Abendessen. Die Nachricht, dass Familie Silber samt Kindermädchen und Hund schon in zwei Wochen bei den Spencer einziehen werden, gefällt keinem der Kinder. Jedoch scheint Florence, Ernests Tochter, die größten Schwierigkeiten mit dieser Veränderung zu haben. Sie ist enttäuscht, dass ihr Zwillingsbruder Grayson sie nicht ausreichend in ihrer Empörung unterstützt. Grayson leiht Liv sogar einen Pulli, nachdem sie ihren Saft über ihr Oberteil verschüttet hat.
Als Liv sich später mit diesem Pulli schlafen legt, begegnet sie Grayson im Traum und folgt ihm auf einen Friedhof. Dort versteckt sich Liv auf einem Baum und beobachtet ihn und seine Freunde Arthur Hamilton, Jasper Grant und Henry Harper bei einem unheimlichen Ritual. Inmitten dessen fällt Liv von ihrem Versteck aus auf einen Altar, um den sich die Jungen versammelt haben. Am nächsten Tag in der Schule wundert sich Liv über ihre detaillierten Erinnerungen an die Geschehnisse im Traum. Zusätzlich fällt ihr auf, dass die Jungen Dinge über sie zu wissen scheinen, die sie nur im Traum preisgegeben hat. In den folgenden Nächten führt Liv Experimente durch und findet heraus, dass es möglich ist, mit anderen zusammen zu träumen. Dafür muss man nur erkennen, dass man gerade träumt, dann durch seine Traumtür in einen Korridor treten und kann von dort aus in die Träume anderer gelangen. Dafür benötigt man nur etwas, was der Person gehört, deren Träume man besuchen möchte.
Trotz vielzähliger Warnungen ihres Stiefbruders tritt Liv auf einer Party dem Bund der Traumreisenden bei. Sie nimmt damit den freien Platz ein, den Arthurs Freundin Anabel hinterlassen hat. Anabel studiert seit einigen Wochen in der Schweiz. Außerdem hat sie gegen die Regeln des Rituals verstoßen, indem sie ihre Jungfräulichkeit verlor. Einige Tage darauf ist es soweit: Liv schwört während eines Rituals dem Dämon ihre Treue und darf im Gegenzug einen Herzenswunsch äußern. Dieser Herzenswunsch wird in Erfüllung gehen, solange sie sich an die Spielregeln hält. Ansonsten nimmt sich der Dämon das, was einem das Wertvollste auf der ganzen Welt ist. Liv wünscht sich, dass es keine Dämonen gibt. Besiegelt wird das Ritual, indem alle fünf Teilnehmer einige Blutstropfen in einen Kelch rinnen lassen und jeder einen Schluck des verdünnten Blutgemisches trinkt. Livs Neugier ist geweckt und voller Eifer testet sie in jeder Nacht, was alles in ihren Träumen und im Traumkorridor möglich ist. Häufig wird sie dabei von Henry begleitet. Während dieser gemeinsamen Ausflüge lernen sich die beiden immer besser kennen und verlieben sich bald darauf ineinander. Jedoch bleiben Gefühle und Zärtlichkeiten zunächst auf die Traumwelt beschränkt. Henry scheint familiäre Probleme zu haben, die er versucht vor Liv zu verheimlichen. Erst als der Herbstball der Frognal Academy stattfindet, bekennt sich Henry auch öffentlich zu Liv, indem er sie als seine Begleitung dorthin einlädt. Die anfängliche Euphorie lässt jedoch schlagartig nach, als Liv von Graysons Freundin Emily erfährt, dass Anabel und Arthur den Ball gemeinsam verlassen haben. Da Liv Arthur nicht über den Weg traut und befürchtet, er könne seiner Freundin aus rituellen Gründen etwas antun, folgt sie den beiden in ein Mausoleum. Dort verletzt Liv Arthur. Doch das ist ein Problem, denn statt Arthur entpuppt sich Anabel als Bedrohung. Bevor Liv von Anabel jedoch wirklich verletzt werden kann, kommen ihr Henry und Grayson zur Hilfe. Anabel wird nach dieser Nacht in einer psychiatrischen Klinik in einer anderen Stadt untergebracht. Trotzdem begegnet Liv ihr im Traumkorridor, wo Anabel nichts von ihrer Macht verloren hat.

### Silber – Das zweite Buch der Träume
Erschienen: 26. Juni 2014
Liv hat sich in den Traum von Ernests Bruder Charles geschlichen, um seine Absichten gegenüber Lottie zu prüfen. Die Aktion scheitert jedoch an dem Alarm eines Rauchmelders, der Charles aus seinem Traum reißt. Liv und Henry sind noch zusammen, obwohl der Großteil ihrer Beziehung weiterhin in ihren Träumen stattfindet. Liv ist verärgert darüber, dass Henry sie noch nie zu sich nach Hause eingeladen hat. Zudem lässt sich Secrecy, die einen Blog über die Schüler der Frognal Academy schreibt, online über das nichtvorhandene Sexleben der beiden aus, was Liv gar nicht gefällt. Arthur wird in der Schule nach den Vorkommnissen auf dem Friedhof von den meisten Mitschülern gemieden, wofür er Liv die Schuld gibt.
Familie Silber lernt jetzt auch Ernests und Charles Mutter kennen. Die sehr konservative Philippa Adelaide Spencer ist nicht begeistert, dass ihr Sohn mit einer Amerikanerin zusammen ist und zusätzlich auch noch ein deutsches Hausmädchen in seinem Haus wohnt. Mrs Spencer verbindet Deutschland immer noch ausschließlich mit den Nationalsozialisten. Da Liv und Mia sie genauso wenig leiden können wie umgekehrt, geben sie Mrs Spencer aufgrund der Farbe ihrer Kleidung den geheimen Spitznamen „das Biest in Ocker“ oder kurz „das Bocker“. Weil das Bocker weder die Universitätsabschlüsse ihrer Mutter noch die Beteuerungen Lotties, die Ansichten der Nazis nicht zu teilen, ernst nimmt, beschließen Liv und Mia sich an ihr zu rächen. Sie verlassen nachts heimlich das Haus und beschneiden den geliebten Buchsbaum des Bockers namens Mr Snuggles in ihrem Vorgarten. Leider werden die beiden schon bald darauf von Secrecy als Täter entlarvt. Die ganze Schule und auch die Familie (insbesondere Florence) sind empört über die hinterhältige Aktion der Silberschwestern. Nur Henry hält in dieser Zeit zu ihnen.
Im Traumkorridor treibt währenddessen eine unheimliche Gestalt ihr Unwesen, die sich selbst 'Senator Tod' nennt. Liv und Henry finden heraus, dass es sich dabei um Anabels Psychiater aus der Klinik handelt. In ihren zahlreichen Sitzungen hat Anabel ihm beigebracht, seine Träume zu verlassen und den Korridor zu betreten, um ihn besser beeinflussen zu können. Liv hält es nicht mehr aus und beschwert sich bei Henry darüber, dass sie ihn noch nie zu Hause besuchen durfte. Nach einem ausführlichen Gespräch, in dem sich Henry erfolglos versucht hat aus der Verantwortung zu ziehen, lädt er Liv schließlich ein. In der Nacht vor dem geplanten Treffen schleicht Liv Henry im Traumkorridor hinterher und erwischt ihn dabei, wie er im Traum einer gewissen B mit dieser in den Whirlpool steigt. Liv hat genug gesehen und trennt sich von Henry. Kurz darauf steht Ernests 53. Geburtstag an, den er mit der ganzen Familie in einem Restaurant feiert. Die Stimmung unter den Gästen ist merklich angespannt und Liv, die noch keinem von der Trennung erzählt hat, hat reichlich damit zu tun ihre Gefühle zu unterdrücken. Zu all dem überrascht Ernest alle Anwesenden mit einem Heiratsantrag an Ann. Auch Emily und Grayson trennen sich bald darauf voneinander, was Mrs. Spencer ein weiteres Mal in Rage bringt.
Mia hat unterdessen angefangen zu schlafwandeln. Sie läuft nachts durch das Haus und versucht es sogar durch die Haustür zu verlassen. Liv und Grayson können sie gerade noch vor möglichen Gefahren auf Londons nächtlichen Straßen retten und sie zurück ins Bett bringen. Liv vermutet, dass jemand Mias Träume beeinflusst und sie mit Absicht in Gefahr bringt. Deshalb bewachen Liv, Grayson und Henry abwechselnd Mias Traumtür. Als Liv eines Nachts Mias Träume betritt, ist dort schon jemand, der sich als Liv ausgibt. Dieser Jemand ist Arthur, der versucht sich an Liv zu rächen, indem er ihre Schwester in Gefahr bringt. Liv folgt Arthur erneut in Mias Träume. Dort ist er gerade dabei Mia aus dem Fenster im zweiten Stockwerk im Haus der Spencers springen zu lassen. Liv versucht unter größter Anstrengung aufzuwachen und ihre kleine Schwester zu retten, doch Arthur hält sie mit seinen Kräften im Traum gefangen. Kurz bevor Mia wirklich aus dem Fenster springt, wacht Arthur plötzlich auf. Grayson ist zu ihm gefahren, bei ihm eingestiegen und hatte ihn mit einem Schlag ins Gesicht geweckt. Grayson nimmt Arthur auch Mias Handschuh ab, durch den er überhaupt in ihre Träume gelangen konnte. Mia ist in Sicherheit und die völlig aufgeregte Lottie versucht sich und die Kinder mit ihren 'alljahres-tauglichen Vanillekipferl' zu beruhigen. Auf der Party zu Graysons und Florences 18. Geburtstag tanzen Liv und Henry miteinander, obwohl sie immer noch getrennt sind. Henry erklärt ihr, dass seine familiären Probleme jetzt geklärt wären. Als sie sich daraufhin im Traum verabreden, begegnet ihnen Anabel, die ihnen helfen möchte, sich gegen Arthur zu wehren.

### Silber – Das dritte Buch der Träume
Erschienen: 8. Oktober 2015
Es ist Frühling in London und die Sache mit Mr Snuggles ist längst in Vergessenheit geraten. Anabels Psychiater ist immer noch beeindruckt von ihr und ihrer Geschichte. Ihr Vater hatte ihm erklärt, dass Anabel bis ins Kindesalter mit ihrer Mutter in einer Sekten-Kommune gelebt hat. Henry und Liv haben sich in den vergangenen Wochen wieder angenähert, jedoch gab es bisher kein klärendes Gespräch über ihren Beziehungsstatus. Außerdem hat Liv ihn angelogen: Sie erzählt ihm von Rasmus, einem erfundenen Freund, mit dem sie angeblich bereits geschlafen hat. Nun ist sie ständig damit beschäftigt sich zu überlegen, wie sie aus dieser Zwickmühle wieder rauskommen soll. Grayson ist davon überzeugt, dass alles wieder in bester Ordnung ist – Liv ist da jedoch anderer Meinung. Denn Arthur hat ewige Rache geschworen und Anabel ist wieder auf freiem Fuß. Die Französischlehrerin Mrs Lawrence steigt mitten in der Kantine auf den Tisch und gibt plötzlich lauthals persönliche Informationen über ihre vergangene Affäre mit einem Lehrerkollegen preis. Als die Rektorin sie aus ihrer misslichen Lage befreit, erinnert der verwirrte Zustand der Lehrerin Liv an Mia kurz nach dem Schlafwandeln. Liv weiß sofort, dass Arthur dahinter steckt. Offenbar scheint er eine Möglichkeit gefunden zu haben, Menschen auch im wachen Zustand zu beeinflussen und als Marionette zu missbrauchen.
Natürlich kann auch Secrecy sich ihren Kommentar über das Drama in der Kantine nicht sparen. „Das Bocker“ ist gar nicht entzückt, als sie erfährt, dass Ernest und Ann bereits in dreieinhalb Monaten heiraten wollen und engagiert ungefragt einen Hochzeitsplaner. Anabels Psychiater liegt nun mit einer Magensonde auf einer Intensivstation, da Anabel es offensichtlich geschafft hat, dass er nicht mehr aus seinem Traum erwachen kann. Grayson beschließt in einem Drei-Phasen-Plan die Rettung der Welt vor Arthur, mit dem er auch dem Senator Tod helfen möchte. In einem Krisengespräch zwischen den Silberschwestern und ihrer Mutter eröffnet Ann ihnen, dass Lottie die Familie nach der Hochzeit verlassen wird. Auf der Willkommensparty in Jaspers Haus, der gerade aus Frankreich zurückgekehrt ist, ist auch Arthur eingeladen. Jaspers Plan war es, Arthur wieder in den Freundeskreis aufzunehmen. Damit steht er jedoch alleine da, denn alle anderen werden ihm nie wieder über den Weg trauen. Livs Freundin Persephone sorgt mit einem Gewehr in der Hand auf der Party für Panik. Ihr Ausdruck in den Augen erinnert Liv an Mrs Lawrence, während sie auf dem Tisch gestanden hatte. Wieder steckt Arthur dahinter und Arthur ist es auch, der für alle sichtbar die gefährliche Situation auflöst, um sich als Held darzustellen.
Henry freut sich derweil über zwei Wochen sturmfrei zu Beginn der Frühjahrsferien, in denen er endlich mit Liv schlafen möchte. Außerdem lädt er sie auch schon für einen Nachmittag zu sich ein, an dem der Rest seiner Familie noch zu Hause ist, damit Liv alle kennenlernen kann. Entgegen allen Befürchtungen auf beiden Seiten verläuft das Treffen mit Henrys Familie ohne peinliche Zwischenfälle. Lottie ist verliebt in Pascal, den Hochzeitsplaner und backt seit einer Woche ausschließlich französische Leckereien. Liv dagegen lebt in ständiger Angst vor möglichen von Arthur beeinflussten Leuten, die sie umbringen wollen. In der Schule wird Arthur von einer Giftschlange gebissen und muss daraufhin einige Zeit im Krankenhaus verbringen. Bei seiner Rückkehr wird er von vielen Schülern wie ein Kriegsheld gefeiert. Liv und Mias Hoffnungen, dass Lottie in England bleiben würde, wenn sie hier einen Freund hätte, werden enttäuscht. Lottie ist fest entschlossen, nach Deutschland zurückzugehen. Nicht nur Liv verfolgen schwarze Federn von ihrem Traum in die Wirklichkeit. Auch Graysons Zimmer ist eines Nachts voller schwarzer Federn. Anstatt Henry endlich die Wahrheit über den erfundenen Rasmus zu sagen und damit zuzugeben, dass sie noch Jungfrau ist, versucht Liv im Traum, mit ihrem Nachbarn Matt die nötigen Erfahrungen zu machen. Doch Henry folgt ihr genau in diesen Traum und nach verzweifelten Versuchen, sich vor ihm zu verstecken, stellt Henry sie schließlich zur Rede. Aus Liv sprudelt die Wahrheit nur so heraus. Sie ist sehr erleichtert, dass diese Lüge nicht mehr zwischen ihnen steht.
Mias Detektiv-Arbeit der letzten Monate ist zum Ende gekommen. Sie weiß nun, wer Secrecy ist und sie stellt Florence zur Rede, die es aufgrund der Beweise gar nicht erst versucht es abzustreiten. Doch nicht Florence alleine steckt dahinter. Sie hat bloß die Nachfolge der echten Secrecy angetreten in Zusammenarbeit mit Pandora Porter-Peregrin und Emilys Bruder Sam. Auch das Geheimnis der schwarzen Federn löst sich auf, als Liv zwei Tüten schwarzer Federn unter Florences Bett findet. Als sie merkt, dass Florence wirklich nicht weiß, woher diese kommen, ist ihr sofort klar, dass auch Florence Opfer von Arthurs nächtlichem Einfluss geworden ist und sie sich deshalb genau wie Mrs Lawrence und Persephone vor ihr nicht an das erinnern kann, was sie unter seinem Einfluss getan hat. Die Lage zwischen Arthur und seinen früheren Freunden spitzt sich immer mehr zu. Eines Nachts im Traumkorridor treffen Liv und Henry dann auf Arthur. Ihr Plan ist es, ihn in die Träume einer verstorbenen Person einzusperren, denn wie sie zuvor in Erfahrung gebracht haben, kann man aus den Träumen eines Toten nur entkommen, wenn man herausfindet, in wessen Traum man sich befindet und einen persönlichen Gegenstand dieser Person in seinen Besitz bringen kann. Nach einigen Vorwürfen auf beiden Seiten ist es schließlich Anabel, die Arthur dazu bewegt, durch die Traumtür der Verstorbenen zu treten. Die Gefahr, die von Arthur im Traum ausgeht, ist nun gebannt und Erleichterung macht sich breit. Anabel hat ihre Fehler aus der Vergangenheit eingesehen und Liv und Henry freuen sich auf eine unbeschwerte Zukunft miteinander. Secrecy, die sich zuvor mit einem Entschuldigungsschreiben auf ihrem Blog verabschiedet hat, kehrt mit dem Vorsatz, sich nun in ihren Posts den verschiedenen Formen der Liebe zu widmen, zurück auf die Bühne. Trotz aller Vorsätze scheint sie jedoch weiterzumachen wie bisher. Im gleichen Atemzug verkündet sie nämlich die Neuigkeit, dass der angebliche Hochzeitsplaner Pascal ein Hochstapler sei und die Polizei wegen Betrugs nach ihm fahnde. Die Hochzeit der Spencers sei deshalb auch sehr schlicht ausgefallen, ganz im Sinne von Ann. „Das Bocker“ habe allerdings einen leichten Nervenzusammenbruch erlitten, sei aber mittlerweile wieder auf den Beinen. Das Buch endet mit der Hochzeit von Ann und Ernest, die an einem Strand gefeiert wird.

## Figuren
Olivia „Liv“ Gertrud Silber ist 16 Jahre alt, hat mondscheinblondes Haar und trägt eine Brille oder Kontaktlinsen. Sie ist sehr hübsch und wird meistens als süß bezeichnet (Henry, Arthur, Jasper/ von Jasper auch als „ziemlich scharf“), kann Kung-Fu und ist bekennender Sherlock-Holmes-Fan. Liv ist in vielen verschiedenen Ländern aufgewachsen, aber ihr innigster Wunsch ist es, sesshaft zu werden. Sie ist sehr neugierig und lässt sich bei Gefahr nicht abschrecken. Liv ist optimistisch und glaubt nicht an Übernatürliches. Liv hasst Bananen, hat mit drei nicht mehr an den Weihnachtsmann geglaubt und fängt bei „Findet Nemo“ immer an derselben Stelle an, zu heulen. Selbst bei ernsten Situationen kann sie etwas Witziges darin finden. Liv hatte schon als kleines Kind lebhafte Träume. Kurz nach dem Umzug nach London verliebt sie sich in Henry Harper. Vor Henry hatte sie noch nie einen Freund, geschweige denn Interesse an Jungs gehabt.
Henry Harper ist 18 Jahre alt, hat blonde, wild vom Kopf abstehende Haare und graue Augen. Er ist sehr gutaussehend. Sein bester Freund ist Grayson. Er ist Flügelspieler bei den Frognal Flames, Sohn eines prominenten Londoner Geschäftsmanns aus dessen dritter Ehe und muss sich sein Erbe mit einer großen Schar von Geschwistern und Halbgeschwistern teilen. Henry hat hervorragende Noten und ist Anwärter auf ein Stipendium in St. Andrews. Er verliebt sich in Liv Silber, die Stiefschwester von Grayson. Vor Livs Zeit hatte er viele oberflächliche und kurzlebige Beziehungen. Seine Geschwister heißen Amy und Milo Harper. Henry steht eigentlich nicht auf Schulbälle, geht aber am Ende des 1. Teils mit Liv auf den Herbstball. Henry liebt Liv sehr und würde sogar sein Leben aufs Spiel setzen, um sie zu beschützen (3. Buch). Henrys Herzenswunsch war es, jemanden zu treffen, in den er sich verlieben kann, und mit Liv hat sich sein Wunsch erfüllt.
Mia Virginia Silber ist 13 Jahre alt und hat das gleiche mondscheinblonde Haar wie ihre große Schwester Liv. Außerdem trägt sie eine Zahnspange und eine Nerdbrille. Sie hat eine Schwäche für Detektiv-Arbeiten und will Secrecy enttarnen, was ihr schlussendlich auch gelingt. Außerdem kann sie mit Jungs nichts anfangen und ist glücklich, dass sie nicht (wie ihre große Schwester) verliebt ist.
Ann Mathews ist eine schlanke, 46-jährige Literaturprofessorin mit langen Beinen und blauen Augen. Sie trägt seit neuestem einen kurzen Haarschnitt und Liv vergleicht sie mit Gwyneth Paltrow. Sie entspricht laut ihrer Tochter aber auch ganz dem Klischee des verwirrten Professors, da sie in der Vergangenheit mehrmals vergessen hat, Mia abzuholen, wie der Hund heißt oder wo sie ihr Auto geparkt hat.
Ernest Spencer (alias 'Mr. Planänderung') ist über 50 Jahre alt, hat bereits eine Vollglatze, große Ohren und etwas zu weiße Zähne. Seine erste Frau ist vor über 10 Jahren an den Folgen des Huntington-Syndroms gestorben. Er lebt mit seinen Kindern, den Zwillingen Florence und Grayson, in einem schönen großen Haus in London. Er ist ein bekannter (Star-)Anwalt und dank des Thronfolgeplatzes 201 seiner verstorbenen Frau verkehrt er in hohen gesellschaftlichen Kreisen. Deshalb konnte er auch Liv und Mia schnell einen Platz an der Frognal Academy verschaffen, die eigentlich eine lange Warteliste hat. Ernests berufliches Fachgebiet ist internationales Wirtschaftsrecht. Ann und er lernten sich auf einer Party in Pretoria kennen.
Lottie Wastlhuber ist das bayrische Kindermädchen der Familie Silber. Der Vater der Silberschwestern hatte sie damals eingestellt, damit seine Töchter auch während seiner Abwesenheit weiterhin Deutsch lernen. Sie ist Anfang 30, hat braune Augen und braune lockige Haare. Sie kam vor zwölf Jahren als Au-pair in die Familie und ist seitdem eine wichtige Bezugsperson für Mia und Liv und eine der wenigen Konstanten in ihrem turbulenten, von Umzügen bestimmten Leben. Sie kocht und backt für alle und erzieht die Kinder, während Ann als Dozentin Karriere macht.
Grayson Spencer ist Ernests achtzehnjähriger Sohn und der Zwillingsbruder von Florence. Er ist groß, blond und hat karamellbraune Augen. Durch das Basketballspielen mit seinen besten Freunden Jasper, Henry und Arthur hat er breite Schultern. Er ist von Anfang an freundlich zu den Silberschwestern, was seiner Schwester gar nicht gefällt. Seine Freundin ist Emily Clark, von der er sich jedoch im zweiten Buch trennt.
Florence Spencer ist Graysons Zwillingsschwester und somit ebenfalls achtzehn Jahre alt. Sie hat kastanienbraune Haare, hellbraune Augen und Sommersprossen. Liv beschreibt sie als sehr hübsch. Anfangs ist sie von der neuen Beziehung ihres Vaters begeistert und freut sich für ihn, doch als sie erfährt, dass die ganze Familie Silber bei ihnen einzieht, lässt diese Begeisterung ihrerseits nach (ganz im Gegensatz zu ihrem Bruder, der kein Problem damit hat). Nachdem ihre neuen Stiefschwestern auch noch den Buchsbaum ihrer Großmutter unerlaubterweise mit der Gartenschere bearbeiten, entwickelt sie einen leichten Hass auf die beiden. Ihre beste Freundin ist die Freundin ihres Bruders, Emily Clark, die ebenfalls kein Fan von Liv und Mia ist.
Emily Clark ist Florences beste Freundin und mit Grayson zusammen. Sie ist die Chefredakteurin der Schülerzeitung (Reflexx) der Frognal Academy und eine der besten Schülerinnen der ganzen Schule. Sie hat einen Bruder namens Sam und versteht sich ausgezeichnet mit Graysons Oma (man könnte fast meinen, sie wäre statt mit Grayson mit dessen Großmutter zusammen, so gern haben die beiden sich).
Philippa Adelaide Spencer wird von Liv und Mia häufig „Das Biest in Ocker“ oder abgekürzt „Das Bocker“ genannt. Sie ist die Mutter von Ernest und Charles Spencer und Florence’ und Graysons Großmutter. Sie ist sehr konservativ und hat sowohl etwas gegen Anns amerikanische Herkunft als auch gegen Lotties deutsche Wurzeln. Besonders stolz ist sie auf ihren gepflegten Vorgarten mit dem Buchsbaum in Form eines Pfaus, den sie Mister Snuggles getauft hat. Sie versteht sich sehr gut mit Emily Clark und ist sehr enttäuscht von Grayson, als dieser sich von Emily trennt.
Secrecy (auch bekannt als die anonyme Schulschlampe) ist das Pseudonym der Autorin des Tittle-Tattle-Blogs, ein Online-Forum, in dem Geheimnisse und Gerüchte der Schüler und Schülerinnen der Frognal Academy veröffentlicht werden. Es gibt nicht wenige, die sie gern eigenhändig umbringen würden, da sie auf eine beleidigende Weise deren tiefste Geheimnisse entblößt hat.
Ihre Identität ist (glücklicherweise für sie) bis zum dritten Teil unbekannt. Secrecy ist so etwas wie das Pendant zu Gossip Girl in der gleichnamigen US-Serie.
Arthur Hamilton ist der achtzehnjährige frühere Freund von Henry, Grayson und Jasper. An der Frognal Academy ist er der Schwarm nahezu aller Mädchen und Liv beschreibt sein Aussehen auch als engelsgleich. Er ist ein Traumreisender und beherrscht verschiedenste Mächte im Traum. Er kann Menschen auch tagsüber mit einem vorher festgelegtem Codewort manipulieren und sie Dinge gegen ihren Willen und ohne ihr Wissen tun lassen. Zu Beginn der Buchreihe ist er mit Anabel Scott zusammen, die er über alles liebt und voll und ganz in ihren Dämonenkult einsteigt. Im Verlauf der Geschichte entpuppt er sich als Bösewicht, der es auf Liv abgesehen hat und aus Rache ihr Leben ruinieren und dann beenden möchte.
Anabel Scott und ihr Freund Arthur galten an der Frognal Academy als DAS Traumpaar, bevor sie nach ihrem Schulabschluss in die Schweiz zog, um dort zu studieren. Bis zu ihrem dritten Lebensjahr wuchs Anabel bei ihrer Mutter auf, die einer dämonischen Sekte angehörte. Erst dann konnte ihr Vater sie durch ein Gerichtsverfahren zu sich holen. Auch Anabel ist dem Glauben an dämonische Kräfte verfallen und zieht die Clique ihres Freundes an einem Halloween-Abend in ihren Bann. Sie versinkt schließlich so stark in diesem Glauben, dass sie sogar versucht, Liv für ihren Dämonengott zu opfern. Daraufhin wird sie in eine psychiatrische Klinik eingewiesen, aus der sie jedoch später wieder entlassen wird. Ihre Ansichten scheinen sich gewandelt zu haben, denn als ihr Ex-Freund Arthur zur Gefahr wird, hilft sie Liv und Henry, ihn in die Träume einer verstorbenen Frau einzusperren und ihm damit das Handwerk zu legen.
Persephone Porter-Peregrin geht wie Liv in die elfte Klasse der Frognal Academy, und aufgrund ihrer identischen Stundenpläne wird sie Liv am ersten Tag als Patin zugewiesen, um ihr die Schule zu zeigen. Persephone hat einen Bruder namens Priamos und eine Schwester mit dem Namen Pandora. Sie kommt aus reichem Elternhaus und wirkt zunächst recht arrogant und eingebildet. Mit ihrer Besessenheit von Jasper Grant geht sie Liv ganz besonders auf die Nerven. Generell findet Liv sie zunächst eher unsympathisch. Im Laufe der Geschichte nähern die beiden Mädchen sich immer mehr an, bis sie zum Schluss gute Freundinnen sind.

## Verfilmung
Für Prime Video entstand 2022 unter der Regie von Helena Hufnagel der Film Silber und das Buch der Träume mit Jana McKinnon als Liv.

## Rezension
„Klingt arg konstruiert, ist aber gelungen: Die Bestseller-Autorin Kerstin Gier kreuzt „Inception“ mit „Gossip Girl“. Das Ergebnis: „Silber“, der erste Teil ihrer neuen Jugendbuch-Trilogie.“